# 도미니카 연방의 국장

도미니카 연방의 국장

도미니카 연방의 국장은 1961년 7월 21일에 제정되었다.
국장 가운데에는 네 개의 작은 공간으로 나뉜 방패가 그려져 있다. 방패 왼쪽 상단에는 금색 바탕에 야자나무가 그려져 있으며 오른쪽 하단에는 금색 바탕에 바나나 나무가 그려져 있다. 방패 오른쪽 상단에는 파란색 바탕에 개구리가 그려져 있고 왼쪽 하단에는 파란색 바탕에 카리브해를 항해하고 있는 카누가 그려져 있다. 방패 위쪽에는 금색 영국 사자가 그려져 있으며 방패 양쪽에는 앵무새가 그려져 있다.
방패 아래쪽에 있는 리본에는 도미니카 연방의 나라 표어인 "우리는 하느님의 뒤를 따라 대지를 사랑한다"("Après le Bondie, C'est la Ter")가 프랑스어 방언으로 쓰여 있다.